# Ибрагимов, Гаирбег Мусабегович
Гаирбег Мусабегович Ибрагимов (1 января 1992) — российский спортсмен, многократным чемпионом мира Европы как по джиу-джитсу, так и грэпплингу. Заслуженный мастер спорта России по джиу-джитсу и мастер спорта России международного класса по грэпплингу.

## Спортивная карьера
В марте 2017 года в Белгороде одержал победу на чемпионате России. В июле 2017 года в Москве победил на первом чемпионате мира под эгидой ACB. В марте 2018 года в Кемерово стал чемпионом России по грэпплингу. В конце сентября 2019 года в Нур-Султане стал чемпионом мира. В конце ноября 2019 года в Абу-Даби стал чемпионом мира по джиу-джитсу. В середине февраля 2021 года в Италии, одержав 4 победы, стал чемпионом Европы. В июне 2021 года ему было присвоено звание заслуженный мастер спорта России по джиу-джитсу. В конце октября 2021 года завоевал серебряную  медаль чемпионата мира по «грэпплинг-ги» в Белграде. В ноябре 2021 года в Абу-Даби стал серебряным призёром чемпионата мира

## Известные воспитанники
- Шахбанов, Магомед Рахматулаевич — чемпион мира по грэпплингу